# ألكسندر من تيليزي
ألكسندر من تيليزي أو أليساندرو تيليزينو (بالإيطالية: Alessandro Telesino)‏ كان مؤرخًا إيطاليًا ورئيس دير سان سالفاتوري قرب تيليزي في جنوب إيطاليا منذ قبل 1127 حتى نوفمبر 1143.